# دون بلير
دون بلير هو لاعب كرة القدم الكندية كندي، ولد في 6 أبريل 1972 في أوتاوا في كندا.